# 谢韦尔内 (科米共和国)
谢韦尔内（羅馬化：Severnyy）是俄罗斯科米共和国的市级镇，属沃尔库塔市。
该地2021年有人口7,955人；2010年人口9,023；2002年人口12,028；1989年人口20,428。